# Rastkogel
Rastkogel är ett berg i Österrike.   Det ligger i distriktet Schwaz och förbundslandet Tyrolen, i den västra delen av landet, 400 km väster om huvudstaden Wien. Toppen på Rastkogel är 2 762 meter över havet, eller 472 meter över den omgivande terrängen. Bredden vid basen är 5,0 km.
Terrängen runt Rastkogel är bergig åt sydväst, men åt nordost är den kuperad. Närmaste större samhälle är Schwaz, 17,1 km norr om Rastkogel. 
I omgivningarna runt Rastkogel växer i huvudsak blandskog. Runt Rastkogel är det ganska glesbefolkat, med 42 invånare per kvadratkilometer.